# &CAST!!!アワー ラブナイツ!
『&CAST!!!アワー ラブナイツ!』（アンドキャストアワー ラブナイツ）は、文化放送で2018年10月2日（1日深夜）から2020年3月28日まで放送されていた生ワイド番組。

## 概要
これまでの『ユニゾン!』シリーズの放送枠を受け継ぎ、火曜から金曜の未明の時間帯の新しい生ワイド番組として再出発。
この番組は男性声優が日替わりのパーソナリティを務めるもので、バンダイナムコエンターテインメント運営のアプリである『&CAST!!!』とタイアップした生ワイド番組。なお、『&CAST!!!』では、動画付きで配信される。
2019年4月6日（5日深夜）より土曜版が追加され、週5回の放送に拡大することになった。ただし、東海ラジオでは従来から放送されている『東海ラジオミッドナイトスペシャル〜金シャチ劇場〜』の放送を続行するため、土曜版に限り文化放送と&CAST!!!のみの放送となる。
2020年3月28日（27日深夜）の放送を以って終了することが発表された。後継番組は、文化放送が前枠番組である『レコメン!』を1時間拡大、東海ラジオでは火曜 - 金曜20時台の帯番組『クリエイターズ』が本枠へ移動となることに伴い、2012年以来8年続いた東名同時ネットが解消された。なお、土曜版の後継番組は、楠木ともりがパーソナリティを務める『楠木ともり The Music Reverie』。

## 放送時間
- 文化放送
  - 2018年10月 - 2019年3月 : 火曜 - 金曜 1:00 - 2:00
  - 2019年4月 - : 火曜 - 土曜 1:00 - 2:00
- 東海ラジオ
  - 火曜 - 金曜 1:00 - 2:00 ※2019年4月以降の土曜版は非ネット。

## 配信時間
- &CAST!!!
  - 2018年10月 - 2019年3月
    - 本配信 : 火曜 - 金曜 1:00 - 2:00（アフタートークあり）
    - 再配信 : 火曜 - 金曜 13:30 - 14:30（アフタートークあり）

  - 2019年4月 - 
    - 本配信 : 火曜 - 土曜 1:00 - 2:00（アフタートークあり）
    - 再配信 : 火曜 - 土曜 13:30 - 14:30（アフタートークあり）

## パーソナリティ
- 火曜（月曜深夜）：森久保祥太郎
- 水曜（火曜深夜）：吉野裕行
- 木曜（水曜深夜）：福山潤
- 金曜（木曜深夜）：諏訪部順一
- 土曜（金曜深夜）：週替わり[8]

### 週替わりパーソナリティ（土曜（金曜深夜））

#### 2020年
| 2月 | 7日 | 阿部敦   | 14日 | 阿部敦 | 21日 | 佐藤拓也 | 28日 | 小西克幸 |
| 3月 | 6日 | 佐藤拓也 | 13日 | 畠中祐 | 20日 | 畠中祐   | 27日 | TBA      |

## 過去のパーソナリティ
- 土曜（金曜深夜）：代永翼（2019年4月6日 - 2020年2月1日）

## コーナー
曜日共通
- おびナイツ!

週ごとに同じお題で各パーソナリティが二つの選択肢を考え、&CAST!!!のアンケート機能でリスナー投票を行う。
火曜
- 森久保さんを悩ませたい!（#1 - ）

リスナーと電話を繋ぎ、リスナーの超個人的クイズを森久保が答える。十回間違えると罰ゲームが行われる。
- 人生に無駄な事なんて１つもない!（#1 - ）

森久保が、リスナーの「無駄だった」と感じた時間にたいして、今後の人生にどう役立つかを前向きに考える。
- 週刊たとえニュース（#7 - ）

事前に番組から提示する世の中の「あまりピンと来ないニュース」が、どれくらい凄いことや珍しいことなのかがなんとなく伝わるような「たとえ」を募集。
水曜
- よしのの生態（#1 - ）

リスナーが「普段のこの時間、吉野が何をしているのか」についての予想を送り、実際はどうなのかを答える。
- やってみよっちん（#1 - ）

&CAST!!!のアンケート機能を使い、三つの選択肢からリスナーが選んだことに吉野が挑戦する。
木曜
- 福山"順"（#1 - ）

福山のパーソナルな事に関する質問を募集し、ベスト三を発表する。
- 真夜中のインスタントポエム（#1 - ）

&CAST!!!のコメントからポエムのテーマを決め、メールでポエムの末尾を募集し、即興でポエムを発表する。
- ガチンコ生プレゼンバトル!（#2 - ）

事前に番組から提示するお題に対し、リスナーから意見などを募集。その中から福山が二つ選び、プレゼンした後に、&CAST!!!のアンケート機能を使ってどちらが勝者か判定する。
金曜
- 深夜に選びまSHOW!（#1 - ）

毎回一つのお題に沿って番組から複数の選択肢を提示し、&CAST!!!のアンケート機能を使って金曜の推しを決定する。

## ゲスト
火曜
寺島拓篤（#3）
木曜
寺島拓篤（#22）
KURO（#25）

## アニメ
『ラブナイツ！A・D』のタイトルで2020年より&CAST!!!他にて配信予定。パーソナリティ全員が出演する。Production I.Gのアニメビーンズチームが制作を担当。

### スタッフ
- キャラクターイラスト - 三途河無限
- 脚本 - 舟崎泉美
- 企画製作 - バンダイナムコエンターテインメント、文化放送